# Ruder-Europameisterschaften 1968

DDR-Briefmarke von Juni 1968 mit den bevorstehenden Europameisterschaften

Die Ruder-Europameisterschaften 1968 waren Ruder-Meisterschaften auf der Regattastrecke Berlin-Grünau im Ost-Berliner Stadtteil Grünau. Diese Ausgabe der Ruder-Europameisterschaften war nur für Frauen und fand vom 16. bis 18. August statt. Zwölf Länder bestritten fünf Bootsklassen (W1x, W2x, W4x+, W4+, W8+), und 39 Teams traten gegeneinander an. Trotz des europäischen Namens der Veranstaltung war es für jedes Land offen und galt als inoffizielle Weltmeisterschaften, aber alle Teilnehmerländer im Jahr 1968 kamen aus Europa. Die Männer trafen sich Mitte Oktober bei den Olympischen Sommerspielen von 1968 in Mexiko-Stadt.